# Yes (Unix)
A yes egy Unix-parancs, mely végtelen ciklusban írja ki a paraméterként megkapott szöveget – ha nincs paraméter, y-t – egy új sor karakterrel lezárva. A kimenetét szinte mindig pipe-on keresztül egy másik program fogadja. A yes addig fut, amíg a futószalag meg nem szakad a fogadó program kilépése miatt.
Arra szánták, hogy automatikus y (vagy éppen n) választ adjon egy folyamatosan megerősítést kérő parancsnak.
Példa: a
```
rm -f *.txt
```

parancs egyenértékű ezzel:
```
yes | rm *.txt
```